# محمد بن إسماعيل (لاعب كرة قدم)
محمد أمين بن إسماعيل (8 أبريل 1987)، هو لاعب كرة قدم تونسي.

## روابط خارجية
- محمد أمين بن إسماعيل على موقع قاعدة بيانات كرة القدم.إي يو (الإنجليزية)
- محمد أمين بن إسماعيل على موقع Soccerway.com (الإنجليزية)